# FC Bassin d'Arcachon
Câu lạc bộ bóng đá Bassin d'Arcachon Sud là một câu lạc bộ bóng đá Pháp thành lập năm 1923. Đõi có trụ sở tại Arcachon, Gironde. Đội chơi ở Stade Jean Brousse ở Arcachon.

## Lịch sử
Vào ngày 3 tháng 6 năm 2003, Bassin d'Arcacho đã sáp nhập với một bên địa phương, FC Gujan-Mestras, sau đó với La Teste Fc vào năm 2014, để thành lập câu lạc bộ tồn tại đến ngày nay. [1] Huấn luyện viên đầu tiên của họ trong thời đại này là huyền thoại người Pháp Jean-Pierre Papin, [2], người đã góp phần thúc đẩy câu lạc bộ lên CFA 2 vào năm 2005, trước khi rời khỏi để dẫn dắt RC Strasbourg của Ligue 1. Ông ấy trở lại vào năm 2014 trong khi câu lạc bộ thi đấu tại CFA 2 tiếp nối từ Jean-Pierre benglise.